# Alternaria tropica
Alternaria tropica är en svampart som beskrevs av E.G. Simmons 1993. Alternaria tropica ingår i släktet Alternaria och familjen Pleosporaceae.   Inga underarter finns listade i Catalogue of Life.